# ピーター・オストラム
ピーター・オストラム（Peter Ostrum,  1957年11月1日 - ）は、アメリカ合衆国の元子役、獣医である。

## 来歴
1957年、テキサス州ダラスに生まれる。その後、オハイオ州のクリーブランドで育った。幼い頃から舞台などにおいて子役として活動しており、クリーヴランドを拠点とする子供劇団の舞台に出演していたときに、ロアルド・ダール原作の子供向け小説『チョコレート工場の秘密』の映画化作品『夢のチョコレート工場』の主役チャーリー・バケット役の子役を探していたエージェントの目に留まり、写真での審査に合格。後にニューヨークでスクリーン・テストを受けて同役に選ばれた。撮影はドイツのミュンヘンで行われ、ウィリー・ワンカ役のジーン・ワイルダーや祖父役のジャック・アルバートソンらとも共演している。しかし同作品以降の映画出演は2018年8月現在はなく、『夢のチョコレート工場』だけが映画の出演作となっている。
同作品は興行収入における商業的な成功には至らなかったが、独特な雰囲気からカルト的な人気を得ており、2005年にティム・バートン監督がジョニー・デップ主演でリメイクしたことから、オストラム自身も再び注目され、近年はコミコンや映画コンベンションなどのゲストとして招かれている。
子役として活動した後は、コーネル大学の獣医学部へ進学し、1984年に獣医師の資格を得た。そして馬と牛を専門とした獣医として活動している。

## 出演作品

### 映画
- 夢のチョコレート工場 Willy Wonka & the Chocolate Factory (1971)

## 参照
1. 1 2 3  “Peter Ostrum Biography”. 2014年8月23日閲覧。
2. ↑  http://www.hollywoodnavi.com/
3. ↑  https://webcitation.org/5tryusHof?url=http://www.avma.org/onlnews/javma/nov00/s110100g.asp
4. ↑  https://webcitation.org/62ppYfzcF?url=http://www.cvcpets.com/site/view/179537_OurDoctors.pml